# خياطة متقطعة بسيطة

خياطة متقطعة بسيطة

الخياطة المتقطعة البسيطة أو الخياطة المتقطعة (بالإنجليزية:Simple interrupted suture)، هي التقنية النموذجية لخياطة الجروح ، وهي تقنية الخياطة الأكثر بساطة في الاستخدام ومناسبة لجميع الحالات تقريبًا وتتميز بقوة شدها الجيدة وتقليل مخاطر التسبب بوذمة حول الجرح. ومع ذلك، فإنها تميل إلى التسبب بندوب، ولمنع حدوث ذلك، يجب إزالة الغرز مبكرًا.

## التقنية
كما يوحي اسمها فالخياطة المتقطعة هي غرز متعددة ومنفصلة عن بعضها تقوم بإغلاق الجرح. يتم عمل الغرزة الاولى ثم ربطها وإغلاقها ثم يتم عمل غرزة أخرى منفصلة وتتكرر العملية حتى إغلاق كامل الجرح، ويتم ذلك عن طريق الخطوات التالية:
1. أمسك حامل الإبرة بيدك المسيطرة(وهي اليسرى في حال أنك أشول)، ثم التقط به الإبرة بقوة عند حوالي ثلثي طولها. استخدم اليد غير المسيطرة لأخذ الملقط ورفع الجانب البعيد من الجرح، بالقرب من الموقع المقصود للغرزة الأولى.
2. أدخل الإبرة بزاوية 90 درجة على سطح الجلد على الجانب البعيد من الجرح، على بعد بضعة ملليمترات تقريبًا 2-5 ملم من حافة الجرح.
3. أخرج الإبرة من خلال فتحة الجرح. أمسك حامل الإبرة جيداً واسحب الإبرة حتى يصل طول الخيط إلى ما يكفي للدخول والخروج إلى الجانب الثاني من الجرح.
4. أدخل الإبرة من الجانب الآخر من الجرح، مع الحرص على الدخول بنفس العمق الذي دخلته الإبره من الجانب الأول للجرح، ثم ادفع الإبرة حتى تخرج من الجلد، وبذلك يكون قد تم ضم طرفي الجرح مع بعضهما، ملاحظة: عند إتقان استخدام التقنية، يقوم بعض الجراحين بالمرور من كلا جانبي الجرح بنفس الوقت في حركة واحدة.
5. أمسك حامل الإبرة جيداً واسحب الإبرة حتى يتبقى ذيل قصير (حوالي 2-3 سم) من الخيط خارج الجرح.
6. أمسك حامل الإبرة والخيط، ثم قم بلف الخيط مرتين حول حامل الإبرة، ثم باستخدام طرف حامل الإبرة، أمسك ذيل الخيط وقم بتمريره عبر الحلقتين اللتين قمت بإنشائهما على حامل الإبرة، ثم اسحب حامل الإبرة نحوك بينما تسحب الخيط بالاتجاه المعاكس في نفس الوقت، وبذلك تنشئ العقدة الأولية.
7. كرر العملية، ولكن هذه المرة، لف السلك حول حامل الإبرة مرة واحدة فقط في اتجاه عكس اتجاه عقارب الساعة. أغلق العقدة.
8. اقطع الزائد من الخيط، واترك منه حوالي نصف بوصة. يجت التأكد من عدم وضع العقدة على الجرح مباشرة، بل على جانب الجرح.

## الميزات والسلبيات

### مزايا الخياطة المتقطعة:[5]
- يُمكن استخدامها لإغلاق الجروح الكبيرة حيث يتم تقاسم قوة الشد بين كل غرزة على حدى.
- في حالة ارتخاء إحدى الغرز، لن تتأثر الغرز الأخرى
- في حالة حدوث أي عدوى ثانوية أو ورم دموي، قد تتم إزالة بعض الغرز وترك البعض الآخر في مكانه.
- من السهل تنظيفها حيث لا يوجد أي تداخلات بين كل غرزة كما أنها غير متصلة

### سلبيات الخياطة المتقطعة:[5]
- قد يؤدي وجود المزيد من العقد والمزيد من مواد الخياطة داخل الجرح إلى زيادة الاستجابة للالتهاب وزيادة خطر الإصابة بالالتهاب
- الغرز المتقطعة تستغرق وقتا طويلا للقيام بها.
- من غير المحبب استخدام التقنية في الجراحة التجميلية بسبب ندبات الخياطة. ولكن يُمكن تقليلها عن طريق إزالة الغرز مبكرًا لمنع تطور ندبات الغرز.